# Croc 2
Croc 2 est un jeu vidéo de plates-formes développé par Argonaut Software et édité par Fox Interactive, sorti en 1999 sur Windows, PlayStation et Game Boy Color.
Il fait suite à Croc: Legend of the Gobbos.

## Accueil
- Jeuxvideo.com : 14/20 (PS)[1] - 13/20 (PC)[2] - 15/20 (GBC)[3]